# Brachionus postcurvatus
Brachionus postcurvatus is een raderdiertjessoort uit de familie Brachionidae. De wetenschappelijke naam van deze soort is voor het eerst geldig gepubliceerd in 1991 door Kuczynski.